# 마이크 스털스
마이클 "마이크" 스털스(Michael "Mike" Stulce, 1969년 7월 14일 ~ )는 미국의 전 포환던지기 선수로 텍사스 A&M 대학교의 현저한 선수였다.
킬린 출신의 스털스는 1992년 바르셀로나 올림픽에서 금메달을 획득하였다. 그는 또한 3회의 국내 챔피언이기도 하였다.
스털스는 도핑 테스트에 실증으로 1990년에 2년간 출전 금지를 당하였다. 또한 1993년 세계 실외 선수권에서 다른 도핑 테스트에 떨어져 영구적으로 금지당하였다.